# Nove Klînove, Vînohradiv
Nove Klînove (în ucraineană Нове Клинове) este un sat în comuna Nevetlenfalău din raionul Vînohradiv, regiunea Transcarpatia, Ucraina.

## Demografie
Componența lingvistică a localității Nove Klînove
     Maghiară (68,47%)
     Ucraineană (30,57%)
     Alte limbi (0,96%)
Conform recensământului din 2001, majoritatea populației localității Nove Klînove era vorbitoare de maghiară (68,47%), existând în minoritate și vorbitori de ucraineană (30,57%).